# Les Américains (roman)
Pour les articles homonymes, voir Les Américains (homonymie).
Les Américains est un roman écrit en 1968 par Roger Peyrefitte, paru chez Flammarion en 1968. Il suit les aventures de John Montague, un étudiant préparant une licence en sociologie. Un voyage à travers Les États-Unis sera pour lui l'occasion de brosser un vaste portrait des années 1960 dans toutes leurs diversités.

## Résumé
John Montague, fils d'un contre-amiral en retraite, habite Beverly Hills en Californie. Afin de se documenter pour sa licence en sociologie, il décide de faire un long voyage à travers son pays.

Il rencontre d'abord Haroldson Lafayette Hunt, Jr., un milliardaire de Dallas, qui lui donne une vision conservatrice de son pays, évoquant son parcours, le communisme, le patriotisme, la politique et la guerre du Viêt Nam. À Houston, il est chargé de récupérer des clichés érotiques pour un ami auprès d'un photographe. À Santa Monica, il visite la RAND Corporation, où un certain « Mr Armer » lui expose les différents progrès technologiques qui changeront le monde dans les prochaines décennies, notamment l'utilité des ordinateurs dans la gestion des guerres futures et de la conquête spatiale.

Sur les collines d'Hollywood, il retrouve sa fiancée Sunny qui rentre d'un voyage à Honolulu. Ils décident de se rendre à un grand rassemblement hippie à Devonshire Meadows, près de San Fernando, puis ils retrouvent leur ami Carl ainsi que Jason, le jeune fils fugueur d'une milliardaire tyrannique. C'est l'occasion d'évoquer la liberté sexuelle, et la place de l'homosexualité et des noirs dans la société américaine.

De retour à Berkeley, John participe au Free Speech Movement, une protestation contre l'interdiction prise par l'administration de l'université d'exercer des activités politiques sur le campus.Il y croise pour la première fois Narcissa, une belle étudiante noire. Après les vacances de Noël, John reçoit une lettre de Sunny l'invitant à la rejoindre sur California Street à San Francisco, afin d'assister à une messe satanique chez le révérend Anton Szandor LaVey ou ils font la connaissance de Kenneth Anger, un réalisateur et acteur de cinéma underground. Au printemps, John revoit Narcissa sur le campus, il se sent de plus en plus attiré par elle, il lui donne même l'insigne de sa fraternité Sigma Alpha Epsilon. Il donne aussi avec succès, une conférence sur la guerre du Vietnam. Un après-midi John est invité chez Kenneth Anger avec son ami Jim, c'est l'occasion de faire un point sur les lois concernant l'homosexualité dans chaque État américain. L'attribution du Prix Nobel de littérature à l'écrivain Miguel Ángel Asturias ambassadeur du Guatemala à Paris, donne l'idée à John, d'une conférence sur l' United fruit, une entreprise spécialisée dans l'importation de bananes et son implication historique, sociale, culturelle et économique en Amérique du sud. Accompagné de Jim, Narcissa et Kenneth, John se rend à une réunion hippie à l'église d'Ellis street organisée par le révérend Williams qui finit en partouze géante. Le lendemain, on apprend la mort de Martin Luther King, l'occasion pour John de donner son point de vue sur le pasteur. À la fin de l'année, il réussit brillamment sa licence et se rapproche toujours un peu plus de Narcissa dont il tombe amoureux, il annonce également à ses amis sa volonté de s'engager pour la guerre du Vietnam mais avant ça, il part visiter New York accompagné de Jim. Il finit son voyage à Washington où il retrouve Narcissa, et lui propose le mariage, elle lui annonce s'être engagée pour partir au Vietnam.

## Rapport avec la biographie de Roger Peyrefitte
L'auteur est parti aux États-Unis de la fin mai au début du mois d'août 1967 pour se documenter et nourrir l'intrigue de son roman.